# 木下駅

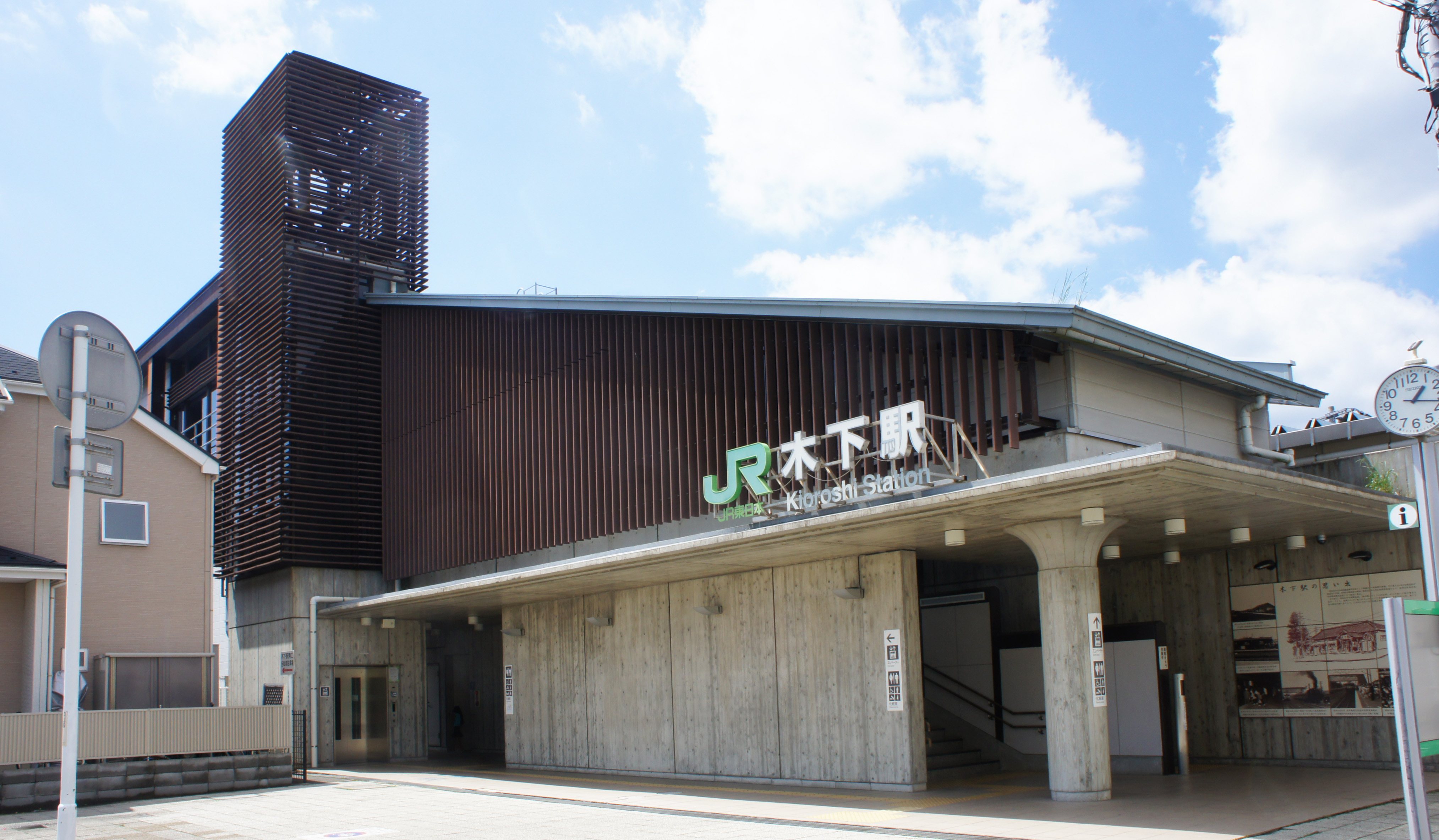
南口（2021年5月）

木下駅（きおろしえき）は、千葉県印西市木下にある、東日本旅客鉄道（JR東日本）成田線（我孫子支線）の駅である。

## 歴史
- 1901年（明治34年）4月1日：成田鉄道（初代）安食 - 我孫子間開業時に開設[1]。旅客・貨物取扱[4]。
- 1920年（大正9年）9月1日：成田鉄道が買収され、鉄道省の駅となる[1][4]。
- 1974年（昭和49年）10月1日：貨物取扱廃止[4]。
- 1987年（昭和62年）4月1日：国鉄分割民営化に伴い、東日本旅客鉄道（JR東日本）の駅となる[1][4]。
- 2001年（平成13年）11月18日：ICカード「Suica」の利用が可能となる[広報 1]。
- 2007年（平成19年）5月：新駅舎・自由通路着工。
- 2008年（平成20年）12月17日：新駅舎・自由通路の使用を開始[5]。
- 2014年（平成26年）11月20日：業務委託化[6]。
- 2024年（令和6年）3月11日：みどりの窓口の営業を終了[7]。

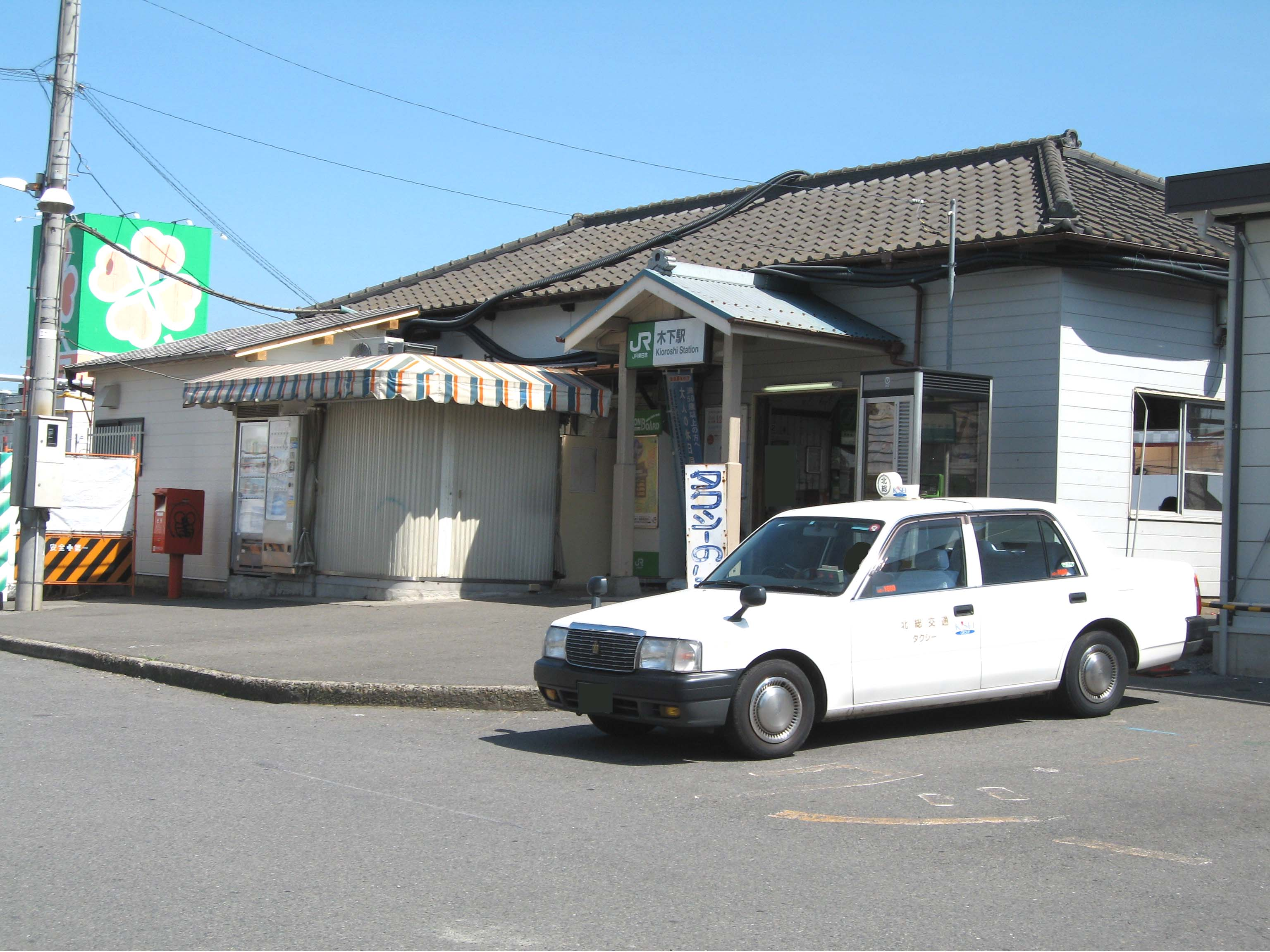
旧駅舎（2007年8月）
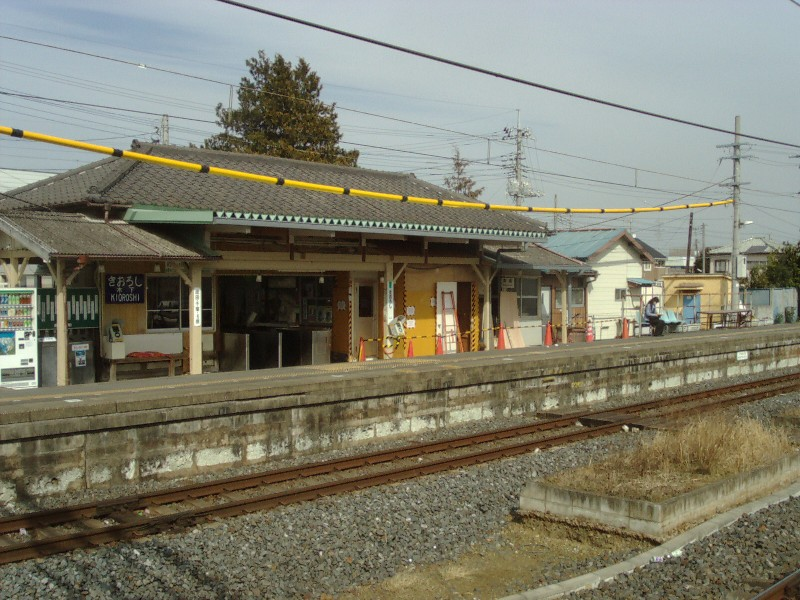
2番線ホームから望む旧駅舎（2004年3月）

## 駅構造
相対式ホーム2面2線を有する地上駅。2008年（平成20年）に完成した橋上駅舎を備える。成田統括センター（湖北駅）管理で、JR東日本ステーションサービス受託の業務委託駅であるが、お客さまサポートコールシステムが導入されており、終日遠隔での対応も合わせて実施されている。また、多機能券売機が設置されている。
以前は木造駅舎が北側に置かれていたが、2007年（平成19年）5月に、橋上駅舎化（鉄骨・RC造）にむけて着工した。新駅舎は延べ床面積約210平方メートルで、外観は木の素材感を生かしたものとなっている。上下ホームにそれぞれエレベーターが設置され、バリアフリー対策がなされている。自由通路は全長37m、幅員約4.5mとなっている。2008年12月16日に自由通路開通記念式典が開かれ、翌17日から駅舎と自由通路が使用開始された。さらにホーム上屋などの工事が行われ、2009年（平成21年）3月に完工した。トイレは多機能トイレを併設した男女別水洗式で、南口及び北口の階段下に設置されているが、ホーム側からは入ることが出来ない。旧駅舎の頃は、改札内外双方から入れる構造で男女共用水洗式トイレが設置されていた。
かつて存在したホーム同士を結ぶ木造跨線橋（オーバーブリッジ）は、1935年（昭和10年）7月18日まで国鉄成田駅で使用されていたものである。解体後当駅に運ばれ、2008年（平成20年）9月29日までの約73年間使用された後、翌9月30日から橋上駅舎使用開始までの間、完成済の駅舎の一部を跨線橋として使用していた。

### のりば
| 番線 | 路線                   | 方向 | 行先                   |
| ---- | ---------------------- | ---- | ---------------------- |
| 1    | ■ 成田線（我孫子支線） | 下り | 成田方面               |
| 2    | ■ 成田線（我孫子支線） | 上り | 我孫子・上野・品川方面 |

（出典：JR東日本:駅構内図）
- 地上駅舎時代は、朝5時台の上野行2本は1番線に発着し、重い荷を背負う行商人が階段を上下しなくて済むよう配慮が成されていた。
- 現在も信号設備上は1番線での我孫子方面列車発着が可能である。
- 何らかの理由で一部運休になった場合に列車が当駅1番線で折返しになることがある。

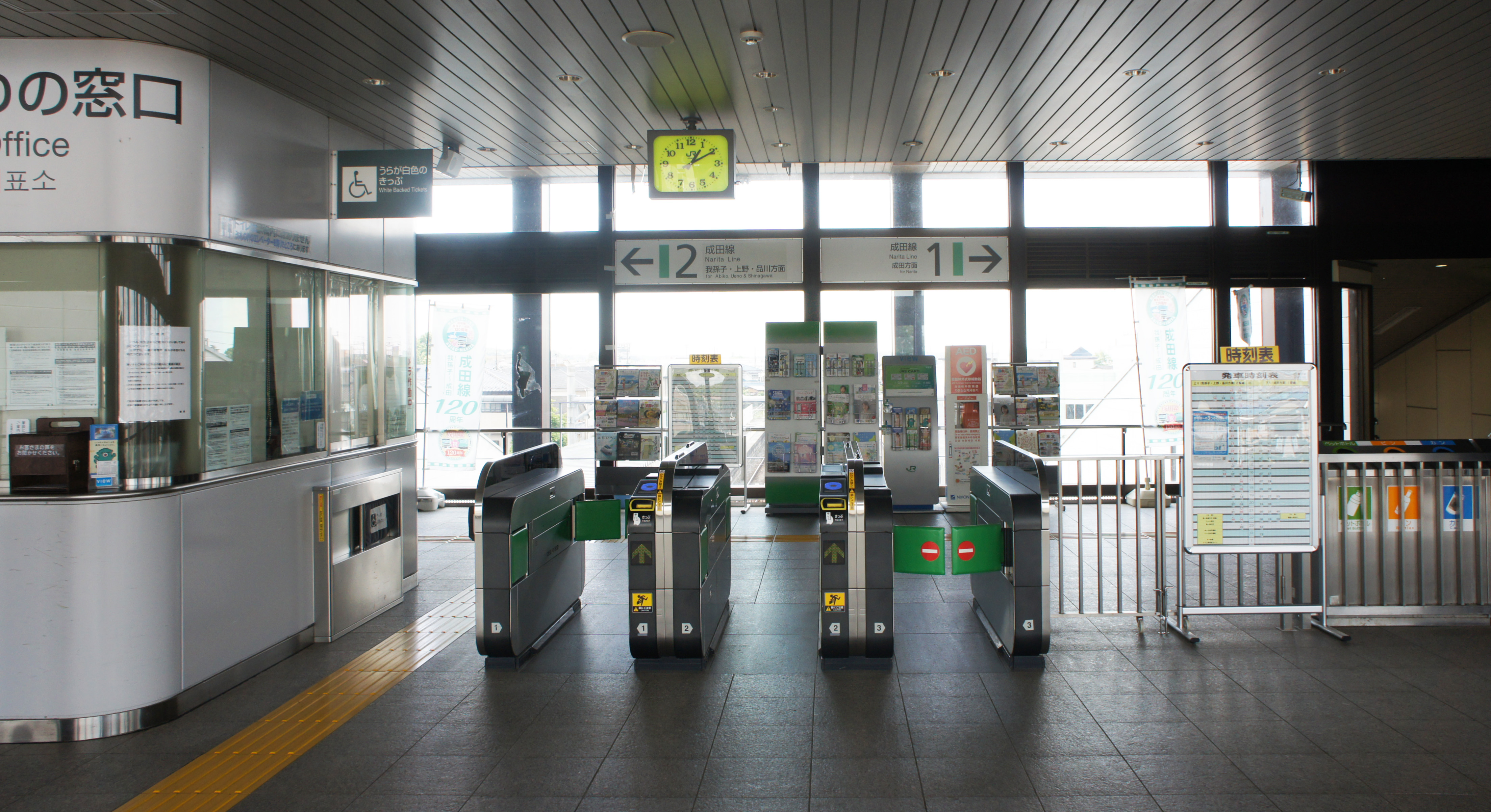
改札口（2021年5月）
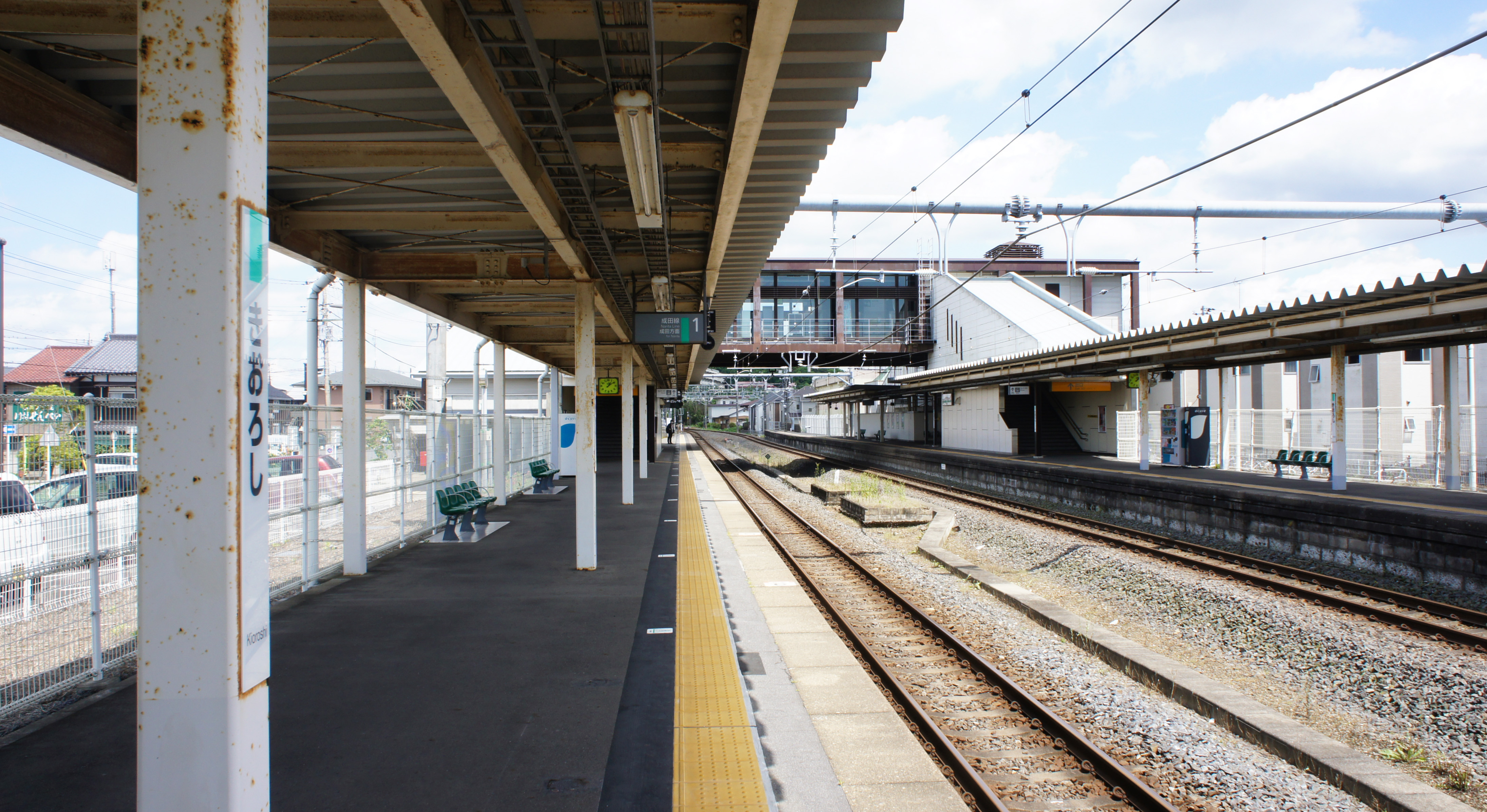
駅ホーム（2021年5月）

## 利用状況
2023年（令和5年）度の1日平均乗車人員は1,844人である。
JR東日本及び千葉県統計年鑑によると、近年の1日平均乗車人員の推移は以下の通り。
| 年度               | 1日平均 乗車人員 | 出典     |
| ------------------ | ---------------- | -------- |
| 1990年（平成02年） | 3,556            | [ * 1 ]  |
| 1991年（平成03年） | 3,603            | [ * 2 ]  |
| 1992年（平成04年） | 3,603            | [ * 3 ]  |
| 1993年（平成05年） | 3,618            | [ * 4 ]  |
| 1994年（平成06年） | 3,471            | [ * 5 ]  |
| 1995年（平成07年） | 3,397            | [ * 6 ]  |
| 1996年（平成08年） | 3,392            | [ * 7 ]  |
| 1997年（平成09年） | 3,159            | [ * 8 ]  |
| 1998年（平成10年） | 3,230            | [ * 9 ]  |
| 1999年（平成11年） | 3,212            | [ * 10 ] |
| 2000年（平成12年） | 3,040            | [ * 11 ] |
| 2001年（平成13年） | 2,935            | [ * 12 ] |
| 2002年（平成14年） | 2,855            | [ * 13 ] |
| 2003年（平成15年） | 2,771            | [ * 14 ] |
| 2004年（平成16年） | 2,754            | [ * 15 ] |
| 2005年（平成17年） | 2,734            | [ * 16 ] |
| 2006年（平成18年） | 2,739            | [ * 17 ] |
| 2007年（平成19年） | 2,716            | [ * 18 ] |
| 2008年（平成20年） | 2,652            | [ * 19 ] |
| 2009年（平成21年） | 2,609            | [ * 20 ] |
| 2010年（平成22年） | 2,342            | [ * 21 ] |
| 2011年（平成23年） | 2,206            | [ * 22 ] |
| 2012年（平成24年） | 2,171            | [ * 23 ] |
| 2013年（平成25年） | 2,140            | [ * 24 ] |
| 2014年（平成26年） | 2,084            | [ * 25 ] |
| 2015年（平成27年） | 2,089            | [ * 26 ] |
| 2016年（平成28年） | 2,090            | [ * 27 ] |
| 2017年（平成29年） | 2,061            | [ * 28 ] |
| 2018年（平成30年） | 2,074            | [ * 29 ] |
| 2019年（令和元年） | 2,059            | [ * 30 ] |
| 2020年（令和02年） | 1,562            |          |
| 2021年（令和03年） | 1,703            |          |
| 2022年（令和04年） | 1,818            |          |
| 2023年（令和05年） | 1,844            |          |

## 駅周辺
駅周辺は古くから木下街道の宿場町「木下宿」として栄え、旧木下町の歴史の趣を残している。近くを通る国道356号には数々の店が並ぶ。

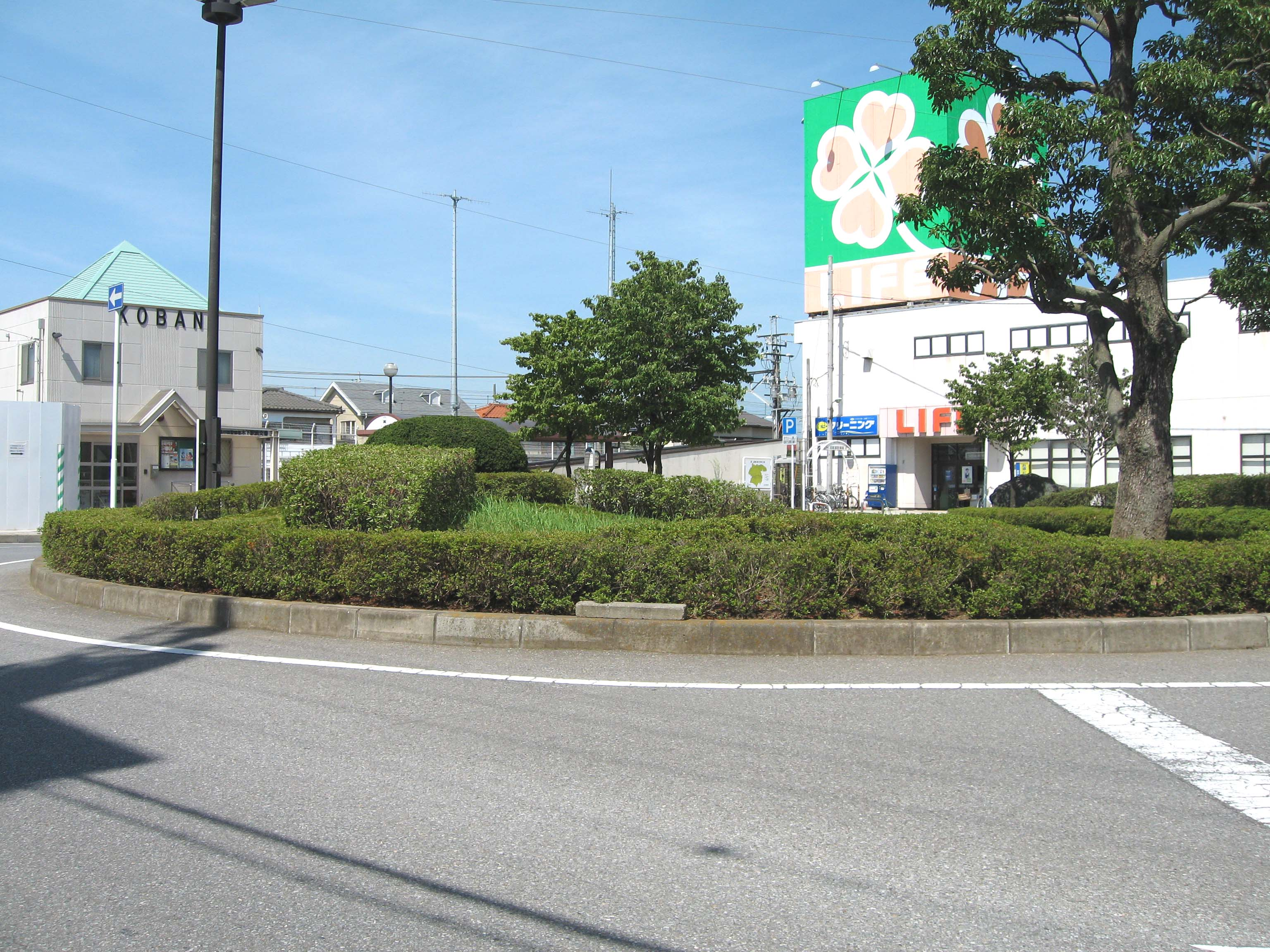
南口駅前ロータリー
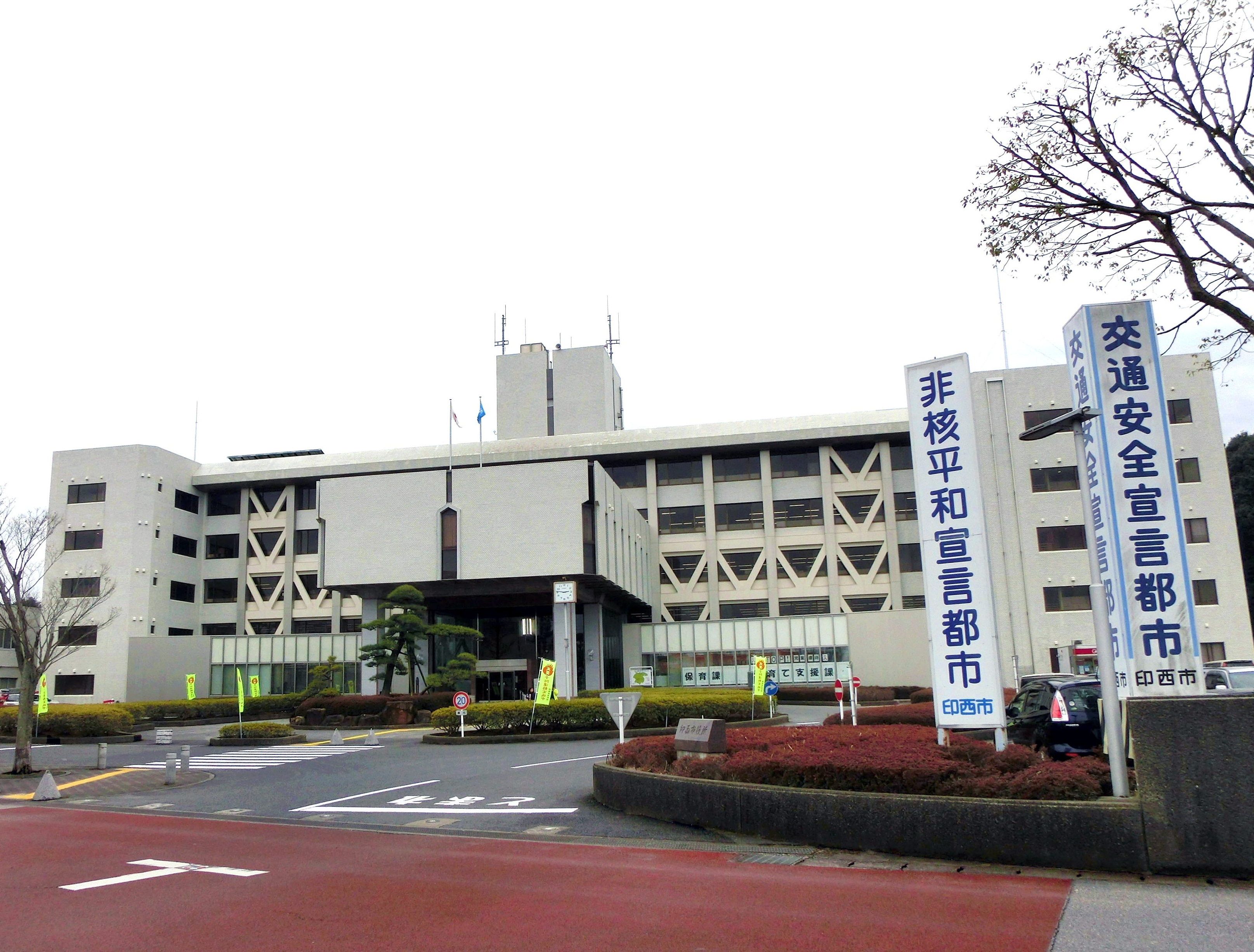
印西市役所
- 木下駅前郵便局
- 千葉県印西警察署
- 印西地区消防組合印西消防署
- 印西総合病院
- 印西市立印西中学校
- 印西市立木下小学校
- 印西市立大森小学校
- ランドローム　木下店
- BIG-A　木下店
- メガネハット　印西店
- ワークマン　印西店
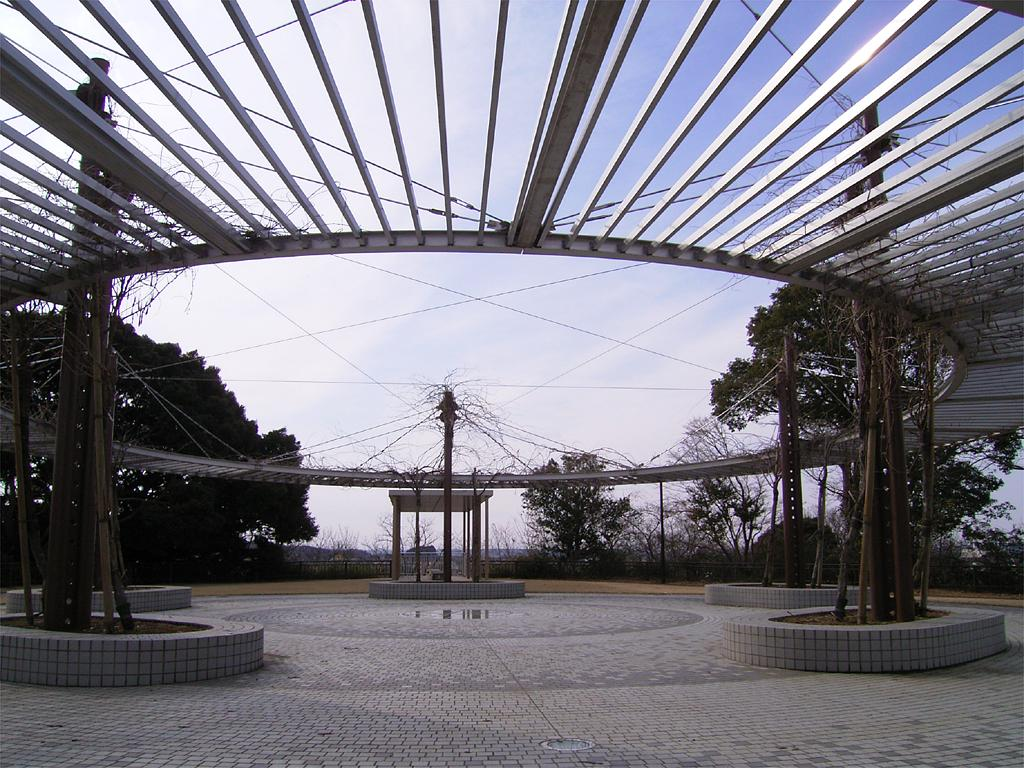
木下万葉公園

- 南口駅前ロータリー
- 印西市役所
- 木下万葉公園

## バス路線
南口
- 京成バス千葉セントラル
  - 神崎線：八千代緑が丘駅行 / 津田沼駅行 / 船尾車庫行
- 東京電機大学スクールバス
  - 木下ルート：東京電機大学

木下駅南口
- 印西市ふれあいバス
  - 東ルート・中ルート：市役所行
  - 布佐ルート：千葉ニュータウン中央駅北口行

北口
- 印西市ふれあいバス
  - 西ルート：市役所行

## 隣の駅
東日本旅客鉄道（JR東日本）
■成田線（我孫子支線）
布佐駅 - 木下駅 - 小林駅

#### 広報資料・プレスリリースなど一次資料
1. ↑  “Suicaご利用可能エリアマップ（2001年11月18日当初）” (PDF).   東日本旅客鉄道. 2019年7月27日時点のオリジナルよりアーカイブ。2020年4月24日閲覧。

#### 利用状況に関する資料
1. ↑  千葉県統計年鑑 - 千葉県
2. ↑  データいんざい - 印西市

JR東日本の2000年度以降の乗車人員
1. 1 2 3  各駅の乗車人員（2023年度） - JR東日本
2. ↑  各駅の乗車人員（2000年度） - JR東日本
3. ↑  各駅の乗車人員（2001年度） - JR東日本
4. ↑  各駅の乗車人員（2002年度） - JR東日本
5. ↑  各駅の乗車人員（2003年度） - JR東日本
6. ↑  各駅の乗車人員（2004年度） - JR東日本
7. ↑  各駅の乗車人員（2005年度） - JR東日本
8. ↑  各駅の乗車人員（2006年度） - JR東日本
9. ↑  各駅の乗車人員（2007年度） - JR東日本
10. ↑  各駅の乗車人員（2008年度） - JR東日本
11. ↑  各駅の乗車人員（2009年度） - JR東日本
12. ↑  各駅の乗車人員（2010年度） - JR東日本
13. ↑  各駅の乗車人員（2011年度） - JR東日本
14. ↑  各駅の乗車人員（2012年度） - JR東日本
15. ↑  各駅の乗車人員（2013年度） - JR東日本
16. ↑  各駅の乗車人員（2014年度） - JR東日本
17. ↑  各駅の乗車人員（2015年度） - JR東日本
18. ↑  各駅の乗車人員（2016年度） - JR東日本
19. ↑  各駅の乗車人員（2017年度） - JR東日本
20. ↑  各駅の乗車人員（2018年度） - JR東日本
21. ↑  各駅の乗車人員（2019年度） - JR東日本
22. ↑  各駅の乗車人員（2020年度） - JR東日本
23. ↑  各駅の乗車人員（2021年度） - JR東日本
24. ↑  各駅の乗車人員（2022年度） - JR東日本

千葉県統計年鑑
1. ↑  千葉県統計年鑑（平成3年）
2. ↑  千葉県統計年鑑（平成4年）
3. ↑  千葉県統計年鑑（平成5年）
4. ↑  千葉県統計年鑑（平成6年）
5. ↑  千葉県統計年鑑（平成7年）
6. ↑  千葉県統計年鑑（平成8年）
7. ↑  千葉県統計年鑑（平成9年）
8. ↑  千葉県統計年鑑（平成10年）
9. ↑  千葉県統計年鑑（平成11年）
10. ↑  千葉県統計年鑑（平成12年）
11. ↑  千葉県統計年鑑（平成13年）
12. ↑  千葉県統計年鑑（平成14年）
13. ↑  千葉県統計年鑑（平成15年）
14. ↑  千葉県統計年鑑（平成16年）
15. ↑  千葉県統計年鑑（平成17年）
16. ↑  千葉県統計年鑑（平成18年）
17. ↑  千葉県統計年鑑（平成19年）
18. ↑  千葉県統計年鑑（平成20年）
19. ↑  千葉県統計年鑑（平成21年）
20. ↑  千葉県統計年鑑（平成22年）
21. ↑  千葉県統計年鑑（平成23年）
22. ↑  千葉県統計年鑑（平成24年）
23. ↑  千葉県統計年鑑（平成25年）
24. ↑  千葉県統計年鑑（平成26年）
25. ↑  千葉県統計年鑑（平成27年）
26. ↑  千葉県統計年鑑（平成28年）
27. ↑  千葉県統計年鑑（平成29年）
28. ↑  千葉県統計年鑑（平成30年）
29. ↑  千葉県統計年鑑（令和元年）
30. ↑  千葉県統計年鑑（令和2年）